# ジェーン・エレン・ハリソン

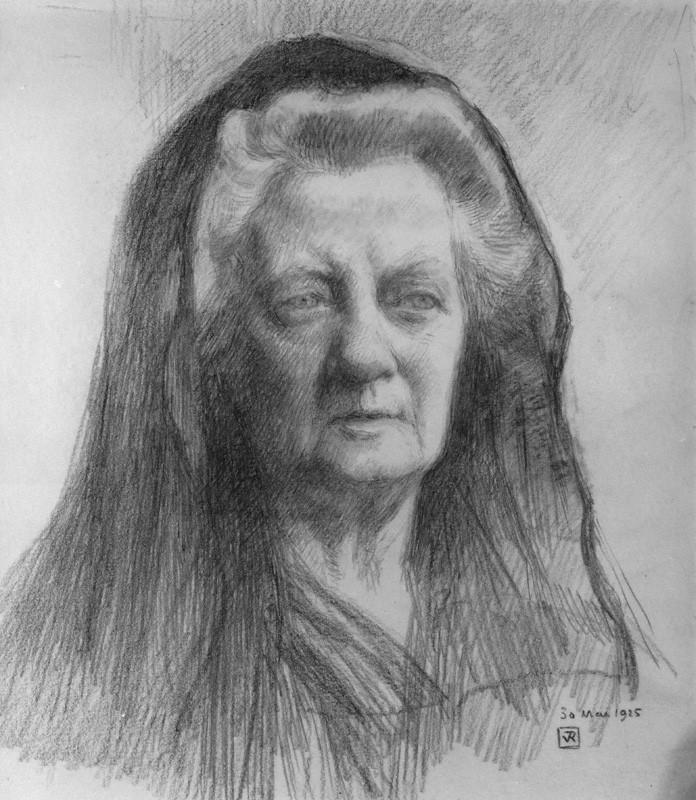
ハリソン（1925年、テオ・ファン・レイセルベルヘ画）

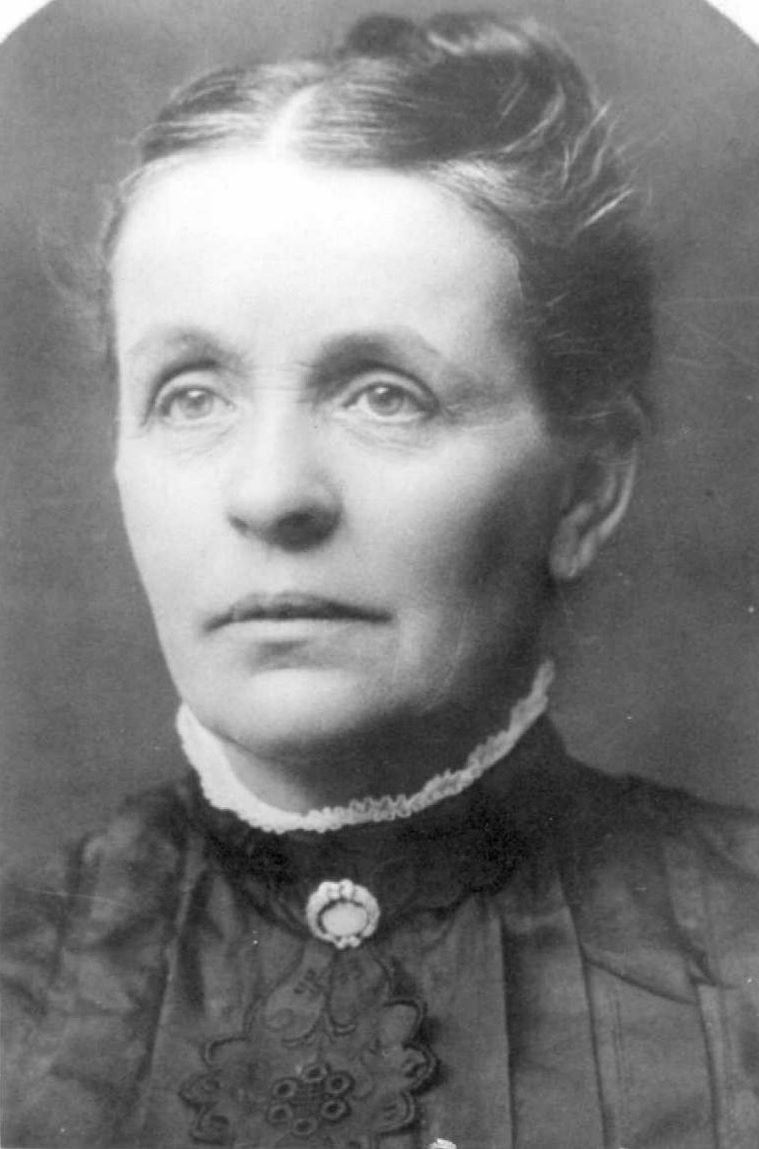
ハリソン（1900年）

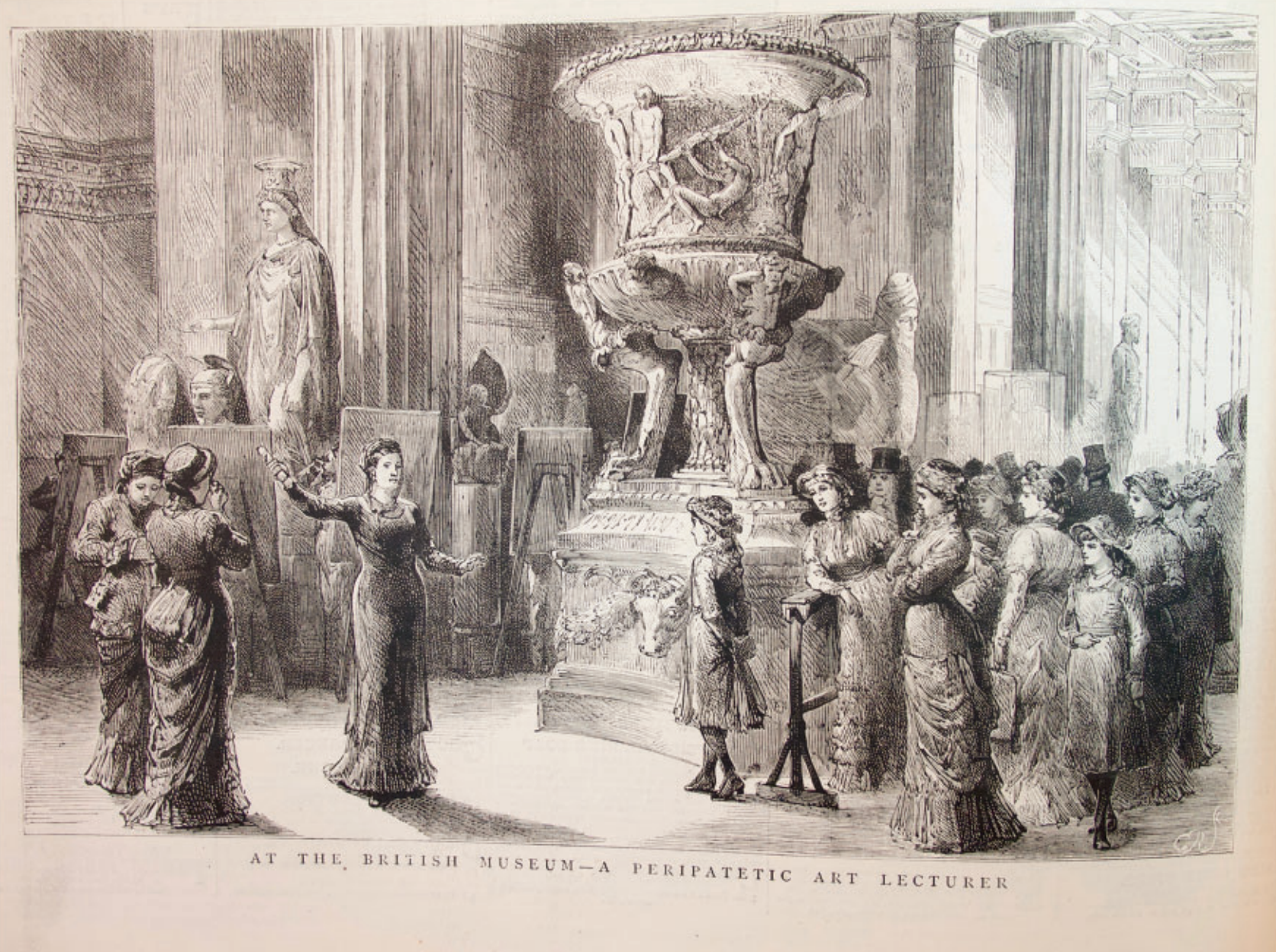
1881年、大英博物館で女性たちに講義するハリソン

ジェーン・エレン・ハリソン（ハリスンとも、英: Jane Ellen Harrison、1850年9月9日 - 1928年4月15日）は、イギリスの西洋古典学者、宗教学者。古代ギリシアの宗教、ギリシア神話、ギリシア悲劇を社会人類学的に研究した。ケンブリッジ学派（ケンブリッジ・リチュアリスト）の中心人物。

## 人物
1850年、ヨークシャーのコッティンガムに生まれる。ケンブリッジ大学の女子カレッジチェルトナム・カレッジおよびニューナム・カレッジで学ぶ。1879年より、古典学者として大英博物館やサウス・ケンジントン博物館で講義。1898年、母校ニューナムの研究フェロー、1899年、専任講師に就任。英国における女性大学教員の先駆となった。1922年、退職。1928年、白血病で逝去。
晩年、教え子の女性作家ホープ・マーリーズとパリやロンドンで共同生活を送った。ヴァージニア・ウルフらブルームズベリー・グループとも交流した。グラッドストン（英国首相にして古典学者）、昭和天皇（1921年訪英）、ドイツ皇后ヴィクトリア（ヴィクトリア女王の娘）とも面識があった。ロシア文化の愛好家でもあった。

## 学問
F・M・コーンフォードやギルバート・マレーと、ケンブリッジ学派（ケンブリッジ・リチュアリスト）を構成した。
フレーザー『金枝篇』やニーチェ『悲劇の誕生』、デュルケム社会学の影響のもと、壺絵や石碑など考古資料や、アイヌの熊祭りなど人類学的知見を援用し、ギリシア神話が確立する前の古代ギリシアの宗教や、宗教と芸術の関係を考察した。
とくに「祭式」（英: Ritual）、「年毎に死と再生を繰り返す神」（Eniautos Daimon）、「ドロメノン」（ドローメノン、Dromenon）を分析概念として、ギリシア悲劇の起源は、死と再生を繰り返すディオニュソスを祀る祭式であると主張した。

## 評価・受容
ハリソンらケンブリッジ学派の学説（悲劇の起源を祭祀とする説）は、古典学界ではヴィラモーヴィッツらに否定されたが、他の分野では参照され続けている。宗教学者のエリアーデは『世界宗教史』（1971年）で、ハリソンの著作を「常に参照する価値がある」と評している。
日本や中国の学界にも影響を与えた。折口信夫の学説に近いが直接の影響関係はない。
ヴァージニア・ウルフは『自分だけの部屋』（1929年）で、ハリソンとの思い出を綴り、ヴァーノン・リーやガートルード・ベルと並ぶ同時代の女性著作家として言及している。T・S・エリオットも複数著作でハリソンやケンブリッジ学派に言及している。
21世紀には、古典学者のメアリー・ビアードらがハリソンの評伝を著している。

## 著作（日本語訳）
- Ancient Art and Ritual (1913)
  - 『古代藝術と祭式』ハリソン著、佐々木理訳、創元社、1941年（底本1919年版）。NDLJP:1217736。
    - 『古代芸術と祭式』J・E・ハリソン著、佐々木理訳、筑摩書房〈筑摩叢書〉、1964年。NDLJP:2504366
    - 『古代芸術と祭式』J・E・ハリソン著、佐々木理訳、筑摩書房〈ちくま学芸文庫〉、1997年。ISBN 978-4-480-08375-3

  - 「古代藝術と祭式」ハリソン著、喜志哲雄訳、『世界の名著 続15 近代の芸術論』中央公論社、1974年。NDLJP:2934620
    - 「古代藝術と祭式」ハリソン著、喜志哲雄訳、『世界の名著81』同〈中公バックス〉、1979年。NDLJP:12406054

  - 『古代の芸術と祭祀』ジェーン・エレン・ハリスン著、星野徹訳、法政大学出版局〈叢書・ウニベルシタス〉1974年（底本1951年版）。NDLJP:12867348
- Mythology (1924)
  - 『ギリシャ神話論考』ハリソン著、佐々木理訳、白揚社、1943年。NDLJP:1040004。
  - 『ギリシアの神々』ジェーン・E・ハリソン著、船木裕訳、筑摩書房〈ちくま学芸文庫〉、1994年（底本1963年版）。ISBN 978-4480081483
- Reminiscences of a Student's Life (1925)
  - 「ハリソン自伝(前篇) : ヴィクトリア朝のある女性学者の一生」ジェーン・E・ハリソン著、齋藤裕訳、『流通經濟大學論集』42 (2)、流通経済大学、2007年。CRID 1050282677922738688
  - 「ハリソン自伝(後篇) : ヴィクトリア朝のある女性学者の一生」ジェーン・E・ハリソン著、齋藤裕訳、『流通經濟大學論集』42 (3)、流通経済大学、2008年。CRID 1050001202942564992